# Conte-di-Cavour-Klasse
Die Conte-di-Cavour-Klasse war eine Schlachtschiffklasse der italienischen Marine. Die Klasse bestand aus den drei von 1910 bis 1915 in Genua bzw. La Spezia gebauten Schiffen
- Conte di Cavour (Typschiff),
- Giulio Cesare,
- Leonardo da Vinci (1916 gesunken).

## Geschichte
An Bord der Leonardo da Vinci lösten 1916 Cordit-Treibladungen, die chemisch instabil geworden waren und sich selbst entzündet hatten, eine Munitionsexplosion aus. Die italienische Marine beharrte jedoch lange darauf, dass österreichische Saboteure das Schiff mit Haftminen versenkt hätten.
Die beiden Schlachtschiffe Conte di Cavour und Giulio Cesare wurden von 1933 bis 1937 umfassend modernisiert und dabei so weit wie möglich auf den technischen Stand der Littorio-Klasse gebracht. Sie nahmen im Zweiten Weltkrieg an der Seeschlacht bei Punta Stilo teil. Die Conte di Cavour wurde bei einem britischen Luftangriff auf den Kriegshafen von Tarent in der Nacht vom 11. auf den 12. November 1940 schwer beschädigt und konnte trotz umfangreicher Reparaturen nicht mehr an Kriegsoperationen teilnehmen. Die Giulio Cesare hingegen war an einigen weiteren Seeschlachten zwischen der italienischen und der britischen Flotte im Mittelmeer beteiligt. Von 1943 bis 1945 verblieb sie in Malta; 1949 wurde sie der Sowjetunion als Reparationsleistung zugesprochen.

## Technische Daten
Nachstehende technische Daten beziehen sich auf die modernisierte Version der Schiffe.

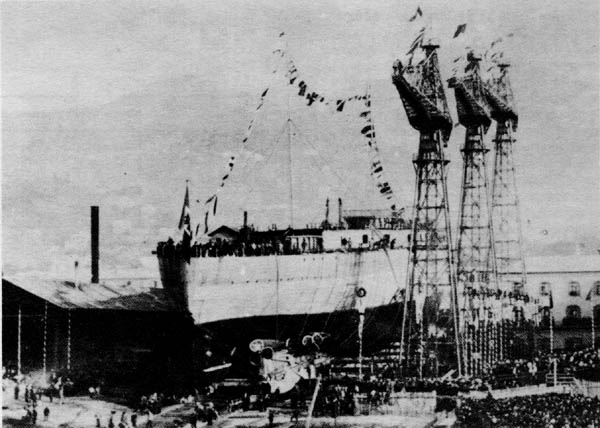
Stapellauf der Giulio Cesare (1911)

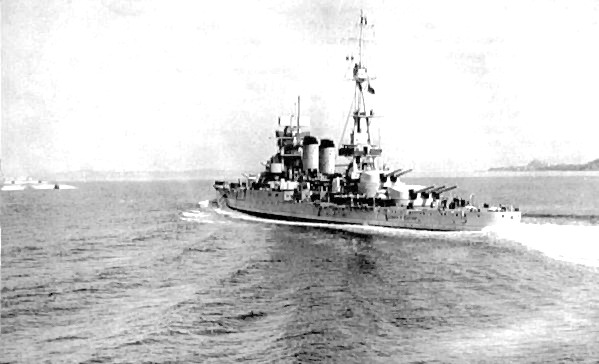
Die Conte di Cavour 1938 in Neapel

### Hauptabmessungen
- Länge über alles: 186,4 m
- Breite über alles: 28 m
- Tiefgang: 10,4 m
- Verdrängung: 29.100 ts (maximal)

### Antriebsanlage
- 8 ölgefeuerte Yarrow-Dampfkessel, 93.000 PS
- 2 Satz Belluzzo-Dampfturbinen,
- 2 dreiflügelige Schrauben
- Höchstgeschwindigkeit: 26 kn
- Reichweite: 3.100 sm bei 20 kn

### Panzerung
- Vertikal: 250 mm
- Horizontal: 135 mm
- Artillerie: 280 mm
- Aufbauten: 260 mm

### Besatzung und Bewaffnung
- Besatzung: 1.236 Mann
- 10 × 32,0 cm L/44 Sk in 2 Doppel- und 2 Drillingstürmen
- 12 × 12,0 cm L/50 Sk in Doppeltürmen
- 8 × 10,0-cm-L/47-Flak
- 8 × 3,7-cm-L/54-Flak
- 12 × 2-cm-L/65-Flak